# Trinidad en Tobago op het wereldkampioenschap voetbal 2006
Trinidad en Tobago was een van de deelnemende landen van het wereldkampioenschap voetbal 2006 in Duitsland. Het was de eerste deelname van het land aan het wereldkampioenschap, nadat de intercontinentale play-off tegen Bahrein werd gewonnen.

## Kwalificatie

### Samenvatting
Voor aanvang van de kwalificatieserie hield werkelijk niemand rekening met Trinidad en Tobago. Het land, met maar 1,1 miljoen inwoners, wist in het verleden amper een rol te spelen in het internationale voetbal en werd gezien als een 'kleine dwerg'.

#### Eerste ronde
De eerste ronde verliep echter moeiteloos voor Trinidad en Tobago. In een tweestrijd met de Dominicaanse Republiek werd bepaald wie door mocht naar de tweede ronde. De uitwedstrijd werd met 0-2 gewonnen en in eigen huis werd over de Dominicanen heen gewalst met 4-0.

#### Tweede ronde
De tweede ronde bestond uit een poule met vier teams. Ieder team moest twee keer tegen elkaar, waarna de nummers 1 en 2 in de eindstand doorgingen naar de laatste groepsfase.
De eerste twee wedstrijden wist Trinidad om te zetten in de volle zes punten. De uitwedstrijden tegen buurlanden St. Vincent/Grenadines en St. Kitts and Nevis eindigden in respectievelijk 0-2 en 1-2. Toen volgde echter de confrontatie met Mexico, waarbij de ploeg in eigen huis met 1-3 werd verslagen. Ook in de uitwedstrijd was het Caribische land kansloos en werd het met 3-0 naar huis gestuurd. Ondanks deze ruime nederlagen werden de thuiswedstrijden tegen de andere twee deelnemers wel in het voordeel beslist en mocht de ploeg zich op gaan maken voor de laatste groepsfase.

#### De groepsfase
Ondanks de kwalificatie voor de laatste ronde was het optimisme bij Trinidad en Tobago ver te zoeken. In de groep stonden namelijk Mexico, de VS, Costa Rica, Guatemala en Panama op het programma. Veel van deze teams zijn normaliter een onneembare horde voor het land. Zelfs het feit dat een vierde plaats in deze poule nog kansen geeft op kwalificatie voor het WK deed de verwachtingen niet stijgen.
De eerste drie wedstrijden verliepen dan ook slecht. Trinidad wist maar 1 punt te behalen en leek het onderspit te gaan delven. De nationale bond maakte toen echter een - zo zou later blijken - verstandige beslissing. De toenmalige bondscoach Bertille St. Clair werd aan de kant gezet en de ervaren en succesvolle Nederlandse trainer Leo Beenhakker (voorheen trainer van onder meer Real Madrid, Ajax, Feyenoord en het Nederlands Elftal) werd aangesteld.
Onder de hoede van de Nederlander werd de wedstrijd tegen Panama met 2-0 gewonnen. De confrontaties tegen Mexico en de VS werden echter beide verloren. Toch was er weer hoop toen de naaste concurrent Guatemala met 3-2 werd verslagen in eigen huis. Na een nederlaag tegen Costa Rica (2-0) en een belangrijke overwinning op Panama (0-1) was het laatste duel in de groepsfase allesbeslissend voor Trinidad. Tegen de topfavoriet Mexico moest het land winnen, wilde het de vierde plaats veroveren en daarmee plaatsing voor play-offs afdwingen. Ondanks de hoge moeilijkheidsgraad van deze missie deed de ploeg wat niemand had verwacht. In het eigen stadion, Port of Spain, werd met 2-1 gewonnen van Mexico. Beide doelpunten kwamen op naam van de ervaren aanvaller Stern John.

#### Play-offs
Met deze zege had Trinidad en Tobago de laatste strohalm gegrepen en mocht het middels twee play-off wedstrijden met Bahrein uitvechten wie uiteindelijk naar het WK zou gaan. Deze tweestrijd werd uiteindelijk erg spannend. In het eigen stadion kwam de ploeg in de 72e minuut op achterstand door een doelpunt van Husein Salman. Vlak voor tijd maakte Christopher Birchall de gelijkmaker. Ondanks deze knappe 1-1 betekende dit dat Bahrein de wedstrijd in eigen land op slot kon gooien en voor de 0-0 kon gaan. Trinidad en Tobago wist echter compact en georganiseerd te spelen en won uiteindelijk met 0-1. Het enige doelpunt van de wedstrijd werd in de 49e minuut gemaakt door Dennis Lawrence.
Door deze zege tegen Bahrein is het Trinidad en Tobago gelukt voor het eerst in de geschiedenis een plaats te veroveren op het Wereldkampioenschap voetbal. Mede hierdoor zijn de verwachtingen van het eigen publiek niet al te hoog. Met een overwinning is men al tevreden.

### De wedstrijden

#### Eerste ronde
| 13 juni 2004 | Dominicaanse Republiek | 0 – 2 | Trinidad en Tobago     |
| 20 juni 2004 | Trinidad en Tobago     | 4 - 0 | Dominicaanse Republiek |

*Trinidad en Tobago plaatst zich voor tweede ronde.

#### Tweede ronde
| 18 augustus 2004 | Saint Vincent en de Grenadines | 0 – 2 | Trinidad en Tobago             |
| 4 september 2004 | Saint Kitts en Nevis           | 1 – 2 | Trinidad en Tobago             |
| 8 september 2004 | Trinidad en Tobago             | 1 – 3 | Mexico                         |
| 10 oktober 2004  | Trinidad en Tobago             | 5 – 1 | Saint Kitts en Nevis           |
| 13 oktober 2004  | Mexico                         | 3 – 0 | Trinidad en Tobago             |
| 17 november 2004 | Trinidad en Tobago             | 2 – 1 | Saint Vincent en de Grenadines |

##### Eindstand
| Team                           | Pts | Pld | W | D | L | GF | GA | GD  |
| ------------------------------ | --- | --- | - | - | - | -- | -- | --- |
| Mexico                         | 18  | 6   | 6 | 0 | 0 | 27 | 1  | 26  |
| Trinidad en Tobago             | 12  | 6   | 4 | 0 | 2 | 12 | 9  | 3   |
| Saint Vincent en de Grenadines | 6   | 6   | 2 | 0 | 4 | 5  | 12 | -7  |
| Saint Kitts en Nevis           | 0   | 6   | 0 | 0 | 6 | 2  | 24 | -22 |

* Mexico en Trinidad en Tobago plaatsen zich voor de derde ronde (groepsfase).

#### De groepsfase
Noord, Centraal-Amerikaanse en Caribische Zone
| 9 februari 2005  | Trinidad en Tobago | 1 - 2 | Verenigde Staten   |
| 26 maart 2005    | Guatemala          | 5 - 1 | Trinidad en Tobago |
| 30 maart 2005    | Trinidad en Tobago | 0 - 0 | Costa Rica         |
| 4 juni 2005      | Trinidad en Tobago | 2 - 0 | Panama             |
| 8 juni 2005      | Mexico             | 2 - 0 | Trinidad en Tobago |
| 17 augustus 2005 | Verenigde Staten   | 1 - 0 | Trinidad en Tobago |
| 3 september 2005 | Trinidad en Tobago | 3 - 2 | Guatemala          |
| 7 september 2005 | Costa Rica         | 2 - 0 | Trinidad en Tobago |
| 8 oktober 2005   | Panama             | 0 - 1 | Trinidad en Tobago |
| 12 oktober 2005  | Trinidad en Tobago | 2 - 1 | Mexico             |

##### Eindstand
| Team               | Pts | Pld | W | D | L | GF | GA | GD  |
| ------------------ | --- | --- | - | - | - | -- | -- | --- |
| Verenigde Staten   | 22  | 10  | 7 | 1 | 2 | 16 | 6  | 10  |
| Mexico             | 22  | 10  | 7 | 1 | 2 | 22 | 9  | 13  |
| Costa Rica         | 16  | 10  | 5 | 1 | 4 | 15 | 14 | 1   |
| Trinidad en Tobago | 13  | 10  | 4 | 1 | 5 | 10 | 15 | -5  |
| Guatemala          | 11  | 10  | 3 | 2 | 5 | 16 | 18 | -2  |
| Panama             | 2   | 10  | 0 | 2 | 8 | 4  | 21 | -17 |

*Verenigde Staten, Mexico en Costa Rica plaatsen zich rechtstreeks voor het WK 2006. Trinidad en Tobago speelt twee play-off wedstrijden tegen Bahrein.

#### Play-offs
12 november 2005
| Trinidad en Tobago | 1:1 (0:0) | Bahrein     | Hasely Crawford Stadium, Port of Spain |
| Birchall 76'       |           | 72' Ghuloom | Hasely Crawford Stadium, Port of Spain |

16 november 2005
| Bahrein | 0:1 (0:0) | Trinidad en Tobago | Bahrain National Stadium, Riffa |
|         |           | 49' Lawrence       | Bahrain National Stadium, Riffa |

*Trinidad en Tobago kwalificeert zich voor WK 2006

## Groep B
| Land               | Wed | Win | Gel | Ver | DV | DT | +/− | Pnt |
| ------------------ | --- | --- | --- | --- | -- | -- | --- | --- |
| Engeland           | 3   | 2   | 1   | 0   | 5  | 2  | 3   | 7   |
| Zweden             | 3   | 1   | 2   | 0   | 3  | 2  | 1   | 5   |
| Paraguay           | 3   | 1   | 0   | 2   | 2  | 2  | 0   | 3   |
| Trinidad en Tobago | 3   | 0   | 1   | 2   | 0  | 4  | –4  | 1   |

Trinidad en Tobago was samen met Angola en Togo de grote verrassing tijdens de WK-kwalificatie, het werd gecoacht door de Nederlander Leo Beenhakker. Op het WK zette de eilandengroep de goede resultaten door door doelpuntloos gelijk te spelen tegen Zweden. Trinidad en Tobago speelde bijna de hele tweede helft met tien man, omdat Avery John een tweede gele kaart ontving na een vliegende tackle. Het gevreesde spitsenduo Zlatan Ibrahimovic en Henrik Larsson misten veel kansen, de op het laatste moment ingezette doelman Shaka Hislop blonk uit en het team van Beenhakker hield knap stand. Ook tegen Engeland hield Trinidad en Tobago het lang vol, in de 83e minuut scoorde Peter Crouch, het doelpunt was omstreden, omdat Crouch kopte terwijl hij aan de rasta-haren van Brent Sancho trok. In de laatste wedstrijd was de pijp leeg, Trinidad en Tobago verloor kansloos met 2-0 van Paraguay mede door een eigen doelpunt van Sancho. Desondanks was de bescheiden eilandengroep trots, Beenhakker werd geridderd.
De Engelse voetbalbond verlengde het contract met de Zweed Sven-Goran Eriksson tot en met 2008. In januari werd Eriksson benaderd door een Arabier om manager van Aston Villa te worden, de sjeik bleek een verslaggever van News of the World te zijn en Eriksson trapte erin. De FA en Eriksson kwamen overeen, dat het contract verkort werd tot en met het WK. Er waren ook personele problemen, vlak voor het WK raakt Wayne Rooney geblesseerd aan zijn enkel, hij ging toch mee naar het WK, maar  zou de eerste wedstrijden hoogstens kunnen invallen.
Paraguay was als eerste land uitgeschakeld, het verloor zowel van Engeland als van Zweden met 1-0, de laatste wedstrijd door een doelpunt van Fredrik Ljungberg vlak voor tijd. De laatste wedstrijd in de groep ging om de groepswinst, Zweden - Engeland eindigde in 2-2. Memorabel waren de eerste twee doelpunten, Joe Cole opende de score namens Engeland met een lob buiten het strafschopgebied, de gelijkmaker van Marcus Allbäck was de 2.000ste goal tijdens een wereldkampioenschap.
|                                               |                   |       |          |                                                                                   |
| 10 juni 2006 «onderlinge duels» 15:00 (UTC+2) | Engeland          | 1 – 0 | Paraguay | Commerzbank-Arena, Frankfurt Toeschouwers: 48.000 Scheidsrechter: Marco Rodríguez |
| 10 juni 2006 «onderlinge duels» 15:00 (UTC+2) | Gamarra 3' (e.d.) |       |          | Commerzbank-Arena, Frankfurt Toeschouwers: 48.000 Scheidsrechter: Marco Rodríguez |

|                                               |                    |       |        |                                                                                 |
| 10 juni 2006 «onderlinge duels» 18:00 (UTC+2) | Trinidad en Tobago | 0 – 0 | Zweden | Signal Iduna Park, Dortmund Toeschouwers: 62.959 Scheidsrechter: Shamsul Maidin |
| 10 juni 2006 «onderlinge duels» 18:00 (UTC+2) |                    |       |        | Signal Iduna Park, Dortmund Toeschouwers: 62.959 Scheidsrechter: Shamsul Maidin |

|                                               |                          |       |                    |                                                                                   |
| 15 juni 2006 «onderlinge duels» 18:00 (UTC+2) | Engeland                 | 2 – 0 | Trinidad en Tobago | easyCredit-Stadion, Neurenberg Toeschouwers: 41.000 Scheidsrechter: Toru Kamikawa |
| 15 juni 2006 «onderlinge duels» 18:00 (UTC+2) | Crouch 83' Gerrard 90+1' |       |                    | easyCredit-Stadion, Neurenberg Toeschouwers: 41.000 Scheidsrechter: Toru Kamikawa |

|                                               |               |       |          |                                                                           |
| 15 juni 2006 «onderlinge duels» 21:00 (UTC+2) | Zweden        | 1 – 0 | Paraguay | Olympiastadion, Berlijn Toeschouwers: 72.000 Scheidsrechter: Ľuboš Micheľ |
| 15 juni 2006 «onderlinge duels» 21:00 (UTC+2) | Ljungberg 89' |       |          | Olympiastadion, Berlijn Toeschouwers: 72.000 Scheidsrechter: Ľuboš Micheľ |

|                                               |                         |       |                         |                                                                                  |
| 20 juni 2006 «onderlinge duels» 21:00 (UTC+2) | Zweden                  | 2 – 2 | Engeland                | RheinEnergieStadion, Keulen Toeschouwers: 45.000 Scheidsrechter: Massimo Busacca |
| 20 juni 2006 «onderlinge duels» 21:00 (UTC+2) | Allbäck 51' Larsson 90' |       | 34' J. Cole 85' Gerrard | RheinEnergieStadion, Keulen Toeschouwers: 45.000 Scheidsrechter: Massimo Busacca |

|                                               |                              |       |                    |                                                                                           |
| 20 juni 2006 «onderlinge duels» 21:00 (UTC+2) | Paraguay                     | 2 – 0 | Trinidad en Tobago | Fritz-Walter-Stadion, Kaiserslautern Toeschouwers: 46.000 Scheidsrechter: Roberto Rosetti |
| 20 juni 2006 «onderlinge duels» 21:00 (UTC+2) | Sancho 25' (e.d.) Cuevas 86' |       |                    | Fritz-Walter-Stadion, Kaiserslautern Toeschouwers: 46.000 Scheidsrechter: Roberto Rosetti |

## Wedstrijden gedetailleerd
- WK voetbal 2006 (Groep B) Trinidad en Tobago - Zweden
- WK voetbal 2006 (Groep B) Engeland - Trinidad en Tobago
- WK voetbal 2006 (Groep B) Paraguay - Trinidad en Tobago

TTFF · A-internationals · Bondscoaches · Selecties · Statistieken · Olympisch elftal · Vrouwenelftal van Trinidad en Tobago · Trinidad U21 · Trinidad U19 · Trinidad U17
Gold Cup 1991 · 
Gold Cup 1993 · 
Gold Cup 1996 · 
Gold Cup 1998 · 
Gold Cup 2000 · 
Gold Cup 2002 · 
Gold Cup 2005 · 
Gold Cup 2007 · 
Gold Cup 2009 · 
Gold Cup 2011 · 
Gold Cup 2013
WK 2006
1934 · 
1935 · 
1936 · 
1937 · 
1938 · 
1939 · 
1940 · 
1941 · 
1942 · 
1943 · 
1944 · 
1945 · 
1946 · 
1947 · 
1948 · 
1949 · 
1950 · 
1951 · 
1952 · 
1953 · 
1954 · 
1955 · 
1956 · 
1957 · 
1958 · 
1959 · 
1960 · 
1961 · 
1962 · 
1963 · 
1964 · 
1965 · 
1966 · 
1967 · 
1968 · 
1969 · 
1970 · 
1971 · 
1972 · 
1973 · 
1974 · 
1975 · 
1976 · 
1977 · 
1978 · 
1979 · 
1980 · 
1981 · 
1982 · 
1983 · 
1984 · 
1985 · 
1986 · 
1987 · 
1988 · 
1989 · 
1990 · 
1991 · 
1992 · 
1993 · 
1994 · 
1995 · 
1996 · 
1997 · 
1998 · 
1999 · 
2000 · 
2001 · 
2002 · 
2003 · 
2004 · 
2005 · 
2006 · 
2007 · 
2008 · 
2009 · 
2010 · 
2011 · 
2012 · 
2013 · 
2014 ·
2015 ·
2016 ·
2017 ·
2018 ·
2019 ·
2020 ·
2021 ·
2022
Anguilla · 
Antigua en Barbuda ·
Argentinië ·
Azerbeidzjan · 
Bahama's ·
Bahrein · 
Barbados · 
Belize · 
Bermuda · 
Bolivia ·
Botswana · 
Britse Maagdeneilanden · 
Canada · 
Chili · 
China · 
Colombia · 
Costa Rica · 
Cuba · 
Curaçao · 
Dominicaanse Republiek ·
Ecuador ·
Egypte ·
El Salvador ·
Engeland ·
Estland ·
Finland ·
Grenada ·
Guatemala ·
Guyana ·
Haïti ·
Honduras ·
Ierland ·
IJsland ·
India ·
Irak ·
Iran ·
Jamaica ·
Japan ·
Jordanië ·
Kaaimaneilanden · 
Kenia · 
Koeweit ·
Marokko ·
Mexico ·
Montserrat ·
Nederlandse Antillen ·
Nicaragua ·
Nieuw-Zeeland ·
Noord-Ierland ·
Noorwegen · 
Oostenrijk · 
Panama ·
Paraguay ·
Peru ·
Puerto Rico ·
Roemenië ·
Saint Kitts en Nevis ·
Saint Lucia ·
Saint Vincent en de Grenadines ·
Saoedi-Arabië · 
Schotland ·
Slovenië ·
Suriname ·
Tadzjikistan ·
Taiwan ·
Thailand ·
Tsjechië · 
Uruguay · 
Venezuela · 
Verenigde Arabische Emiraten ·
Verenigde Staten ·
Wales · 
Zuid-Afrika ·
Zuid-Korea ·
Zweden
Engeland (2006) · 
Paraguay (2006) · 
Zweden (2006)